# Loxostege lacunalis
Loxostege lacunalis là một loài bướm đêm trong họ Crambidae.